# Smith & Wesson Model 625
O Smith & Wesson Model 625, é um revólver de seis tiros e ação dupla (DA), projetado para o calibre .45 ACP usando moon clips. O Model 625 é uma versão aprimorada, de aço inoxidável do Smith & Wesson Model 22 e um descendente direto do revólver Smith & Wesson M1917 lançado durante a Primeira Guerra Mundial.

## Desenvolvimento
Construído em torno do corpo padrão "N-frame" de grande porte da Smith & Wesson em aço inoxidável, o Model 625 foi introduzido como ".45 CAL MODEL OF 1988", como um modelo de edição limitada comemorativa da International Practical Shooting Confederation (IPSC). Foi equipado com um cano de 5 in (127 mm) com um reforço sob o cano em toda a sua extensão. O modelo de produção regular do Model 625 foi introduzido em 1989, e foi oferecido também nas opções de cano de 3 e 4 polegadas. As ofertas padrão agora incluem apenas o cano de 4 e 5 polegadas.
O Model 625-10, lançado pelo "Smith & Wesson Performance Center" em 2004, é um modelo "cano curto" do 625, e se tornou popular para ser convertido num "Fitz Special".
Um outro lançmento do "Performance Center" foi o S&W Model 625 JM, introduzido em 2005. O sufixo "JM" é de Jerry Miculek, um renomado atirador que orientou o design pessoalmente. O "Model 625 JM" apresenta um cano de 4 polegadas (102 milímetros) com miras traseiras ajustáveis e a frontal do tipo "gold bead black patridge" (um ponto dourado incrustado num perfil reto), o acabamento é em aço inoxidável fosco (jateado) e as empunhaduras foram desenhadas também por Miculek.

## Variantes
- S&W Model 625 (.45 Long Colt Target Stainless)
- S&W Model 625 Mountain Gun (Model of 1989 .45 Light Weight 39.5 oz (1.1 kg))
- S&W Model 625-2 45 ACP
- S&W Model 625-3 45 Long Colt
- S&W Model 625-4 45 ACP
- S&W Model 625-5 45 Long Colt
- S&W Model 625-6 & -9 Mountain Gun (-6: 45 ACP, -9: 45 Long Colt)
- S&W Model 625-7 45 Long Colt
- S&W Model 625-8 45 ACP
- S&W Model 625-9 45 Long Colt
- S&W Model 625-10 (45 ACP Target Stainless)
- S&W Model 625-11 45 Long Colt Scandium Frame Performance Center
- S&W Model 625 JM (Jerry Miculek design)
- S&W Model 625-6 V-Comp 45 ACP (Performance Center)

## Galeria

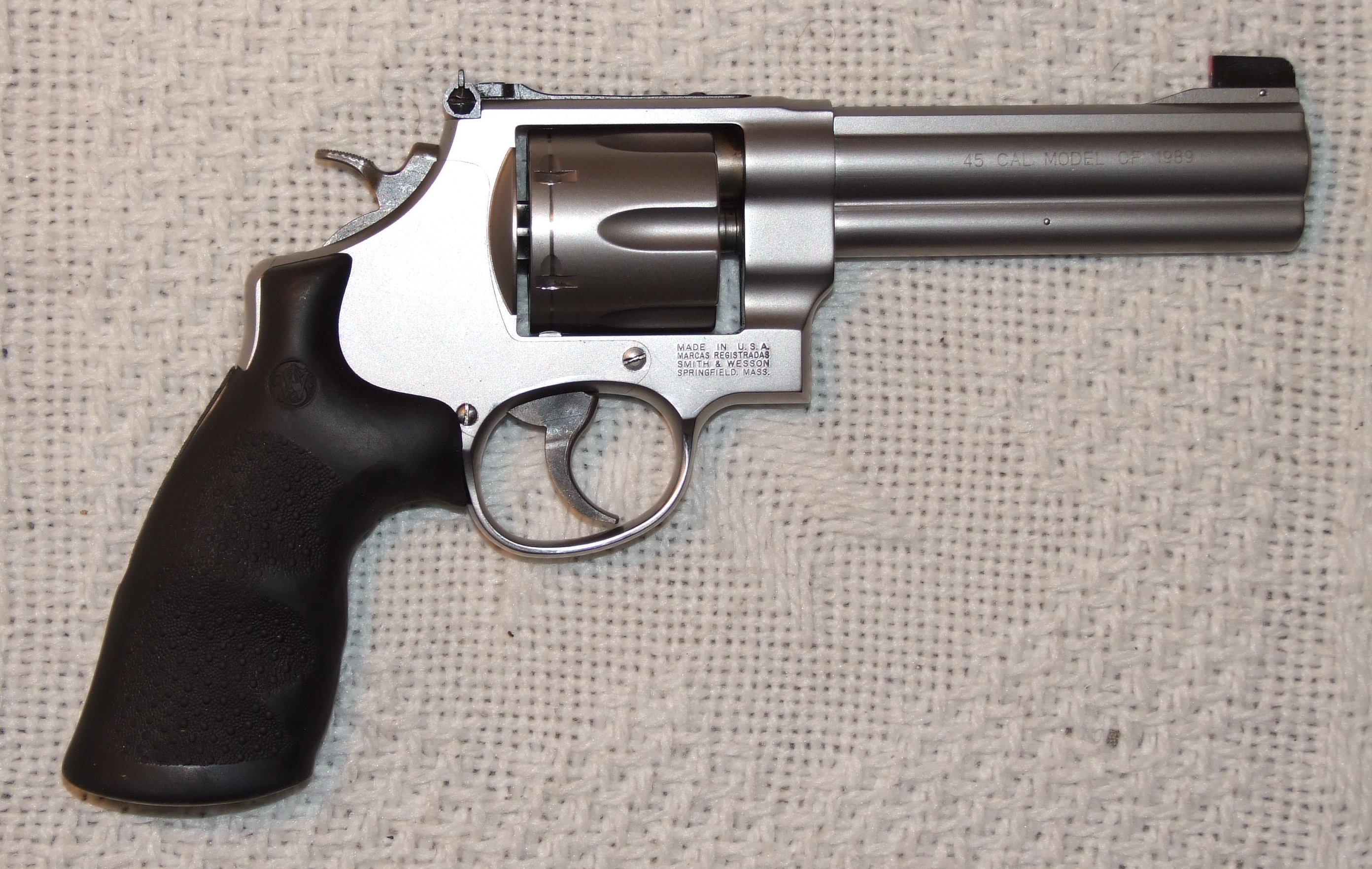
Vista do lado direito de um S&W 625 original de 1989
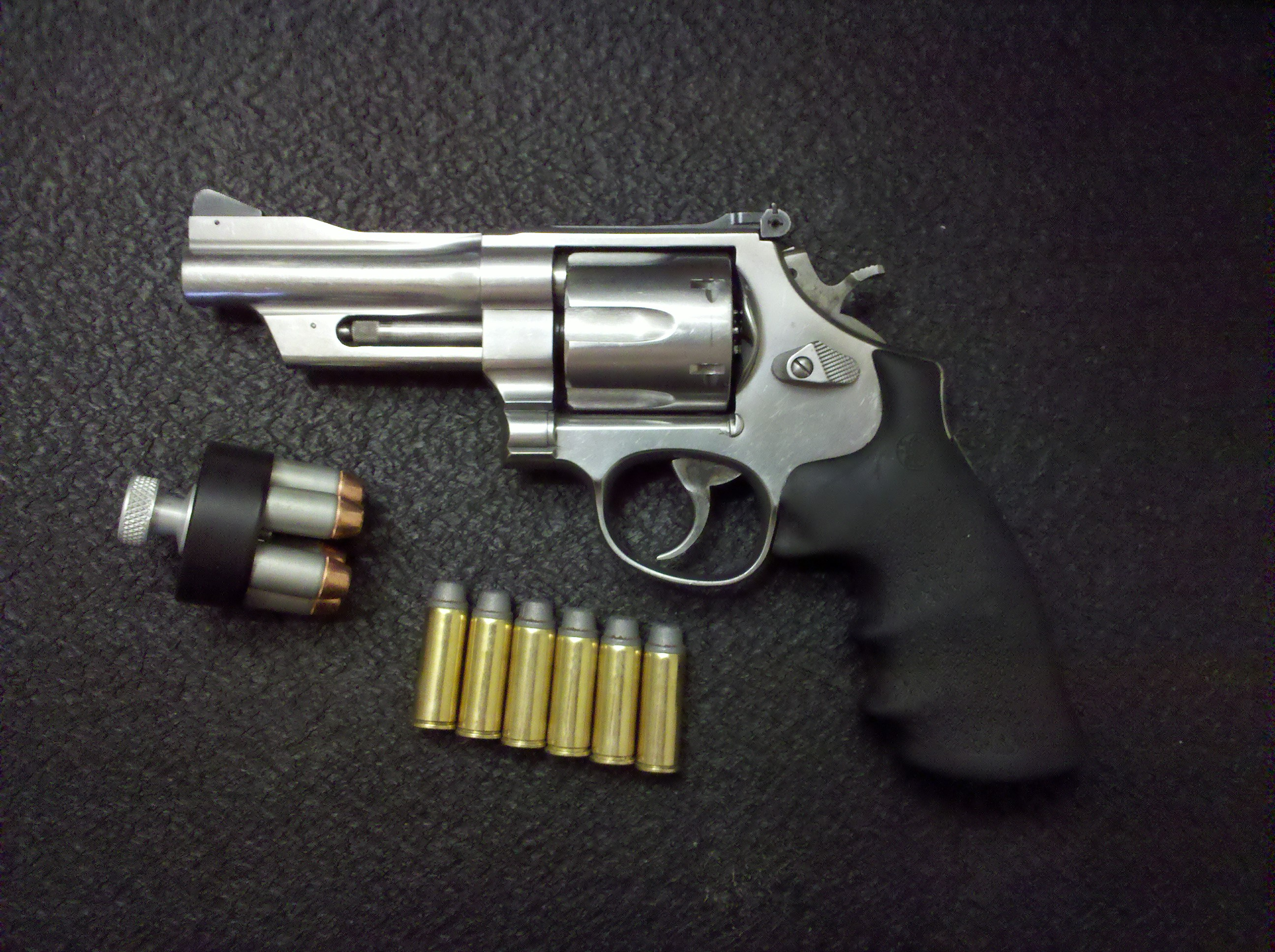
Vista do lado esquerdo de um S&W Mountain Gun M625-6 LC
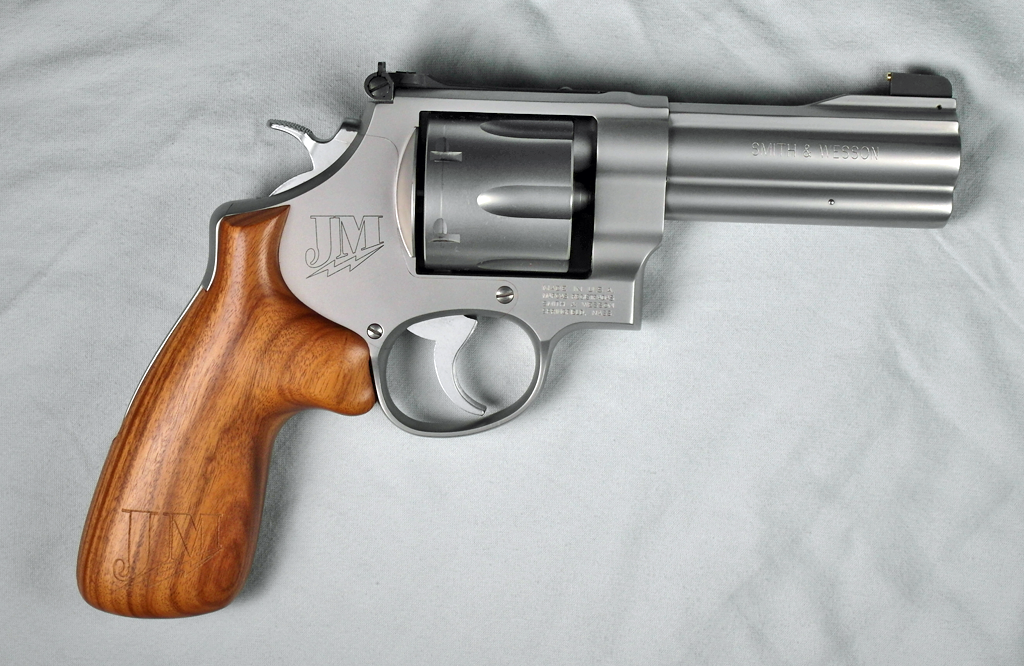
Um Smith & Wesson Model 625 JM